# Campeonato Asiático de Hóquei em Patins de 2005
O Campeonato Asiático de Hóquei em Patins é uma competição de Hóquei em Patins com a participação das selecções do continente Asiático, que acontece de dois em dois anos. 
Esta competição é organizada pela CARS, Federação Asiática de Patinagem.

## Países Participantes
Coreia do Sul
 Índia
 Macau
 Paquistão
 Taiwan
 Japão

## Fase Final
O Campeonato disputa-se a uma só volta todos contra todos.
| Time          | J | V | E | D | GP | GC | SG  | Pts |
| ------------- | - | - | - | - | -- | -- | --- | --- |
| Macau         | 5 | 5 | 0 | 0 | 87 | 14 | +73 | 15  |
| Japão         | 5 | 4 | 0 | 1 | 31 | 17 | +14 | 12  |
| Índia         | 5 | 2 | 0 | 3 | 29 | 34 | −5  | 6   |
| Taiwan        | 5 | 2 | 0 | 3 | 34 | 47 | −13 | 6   |
| Paquistão     | 5 | 1 | 0 | 4 | 19 | 54 | −35 | 3   |
| Coreia do Sul | 5 | 1 | 0 | 4 | 21 | 55 | −34 | 3   |

|               | MAC | JPN | IND  | TWN  | PAK  | KOR  |
| ------------- | --- | --- | ---- | ---- | ---- | ---- |
| Macau         | –   | 8–1 | 12–2 | 17–6 | 24–2 | 26–3 |
| Japão         |     | –   | 6–2  | 7–2  | 6–2  | 11–3 |
| Índia         |     |     | –    | 15–7 | 7–5  | 3–4  |
| Taiwan        |     |     |      | –    | 11–3 | 8–5  |
| Paquistão     |     |     |      |      | –    | 7–6  |
| Coreia do Sul |     |     |      |      |      | –    |

## Classificação final
| Lugar | País  |
| ----- | ----- |
|       | Macau |
|       | Japão |
|       | Índia |